# 乔治·蒂利耶
乔治·蒂利耶（法語：Georges Turlier，1931年7月16日—），法国男子皮划艇运动员。他曾代表法国参加1952年和1960年夏季奥林匹克运动会皮划艇比赛，其中1952年奥运会获得一枚金牌。